# Jesse Grupper
Jesse Grupper (* 6. Januar 1997 in New York City, New York) ist ein US-amerikanischer Sportkletterer.

## Karriere
Grupper begann 9-jährig zu klettern. 2015 wurde er bei der Jugendweltmeisterschaft in Arco Zweiter im Lead. Im März 2022 wurde er in die US-amerikanische Nationalmannschaft aufgenommen. Im selben Jahr stand er in Innsbruck erstmals auf einem Weltcup-Podest; er wurde Dritter im Lead. Im gleichen Jahr gewann er in Briançon seinen ersten Weltcup.
Im Oktober 2023 gewann er bei den Panamerikanischen Spielen und sicherte sich zugleich einen Platz beim Boulder & Lead bei den Olympischen Sommerspielen 2024 in Paris. Dort erreichte er den 18. von 20 Plätzen und schied damit im Halbfinale aus.
Grupper hat die chronisch-entzündliche Darmerkrankung Colitis ulcerosa, welche ihn teilweise bei Wettkämpfen beeinträchtigt. Er hat Maschinenbau an der Tufts University bei Boston studiert.

## Erfolge (Auswahl)

### Sportklettern
9a+/5.15a
- Jaws II – Rumney, New Hampshire[6]

9a/5.14d
- Hades – Tirol, Österreich
- Underground – Arco, Italien

### Bouldern
8B+/V14
- Book Club – Rocklands, Südafrika

8B/V13
- The Vice – Rocklands, Südafrika
- Stairway to Heaven – Smuggler’s Notch, Vermont
- Bear Toss – Rocky-Mountain-Nationalpark, Colorado
- Evil Backwards – Rocky-Mountain-Nationalpark, Colorado